# Paul Mashatile
Paul Shipokosa Mashatile (Gerhardsville, 21 de octubre de 1961) es un político sudafricano, actual vicepresidente de Sudáfrica desde 2023. También ejerce como vicepresidente del gobernante Congreso Nacional Africano (ANC) en diciembre de 2022. Antes de su elección para ese puesto, fue Tesorero General del ANC desde diciembre de 2017 y Secretario General interino del ANC de enero a diciembre de 2022.
Mashatile, ex activista contra el apartheid en el Frente Democrático Unido, fue miembro del primer gabinete del presidente Jacob Zuma y fue Ministro de Arte y Cultura de 2010 a 2014. Antes de eso, fue brevemente primer ministro de la provincia de Gauteng de 2008 a 2009. Entre 1996 y 2008, y posteriormente entre 2014 y 2018, ocupó varias carteras ministeriales en el gobierno provincial de Gauteng . Sigue siendo especialmente influyente en Gauteng, su provincia natal, donde también fue presidente provincial del ANC entre 2007 y 2017.

## Primeros años y activismo
Mashatile nació el 21 de octubre de 1961 en Gerhardsville, en lo que hoy es el municipio de Tshwane, en la provincia de Gauteng. Su madre era Marriam Nomvula Mashatile (n. 1937-1938, m. 2020). Ella era trabajadora doméstica. El padre de Mashatile era un sacerdote laico. 
Mientras era estudiante, Mashatile comenzó su carrera política como activista contra el apartheid en Alexandra, Gauteng, junto con Obed Bapala y otros. Fue miembro del Congreso de Estudiantes Sudafricanos y cofundó el Congreso Juvenil Alexandra, convirtiéndose en el presidente inaugural de este último en 1983. Ese mismo año, representó al Congreso de la Juventud Alexandra en el lanzamiento del Frente Democrático Unido (UDF) en Ciudad del Cabo, y dos años más tarde sucedió a Valli Moosa como secretario regional de la UDF para el sur de Transvaal, cargo que ocupó hasta que la UDF se disolvió en 1991. Posteriormente, en 1985, bajo el estado de emergencia imperante, fue arrestado por su activismo político y permaneció detenido sin juicio hasta 1989.
El 19 de diciembre de 2022, en la 55.ª Conferencia Nacional del ANC, Mashatile fue elegido vicepresidente del ANC, bajo la dirección de Ramaphosa. A mediados de 2022, se esperaba que compitiera por uno de los principales puestos de liderazgo del partido, posiblemente incluso la presidencia. Emergió como favorito para la vicepresidencia durante la fase de nominaciones: era el candidato favorito de las ramas en siete de las nueve provincias del partido, con la excepción de Cabo Oriental, que favorecía a Oscar Mabuyane, y Mpumalanga, que favorecía a Ronald Lamola. En la conferencia, obtuvo poco más del 50% de los votos, recibiendo 2.178 votos contra los 1.858 de Mabuyane y los 315 de Lamola.

## Vida personal
Mashatile tiene dos hijos y dos hijas. Su esposa, Manzi Ellen Mashatile, murió en julio de 2020. En noviembre de 2020, lanzó la Fundación Manzi Mashatile para promover programas educativos en su memoria.